# صفحه عکاسی

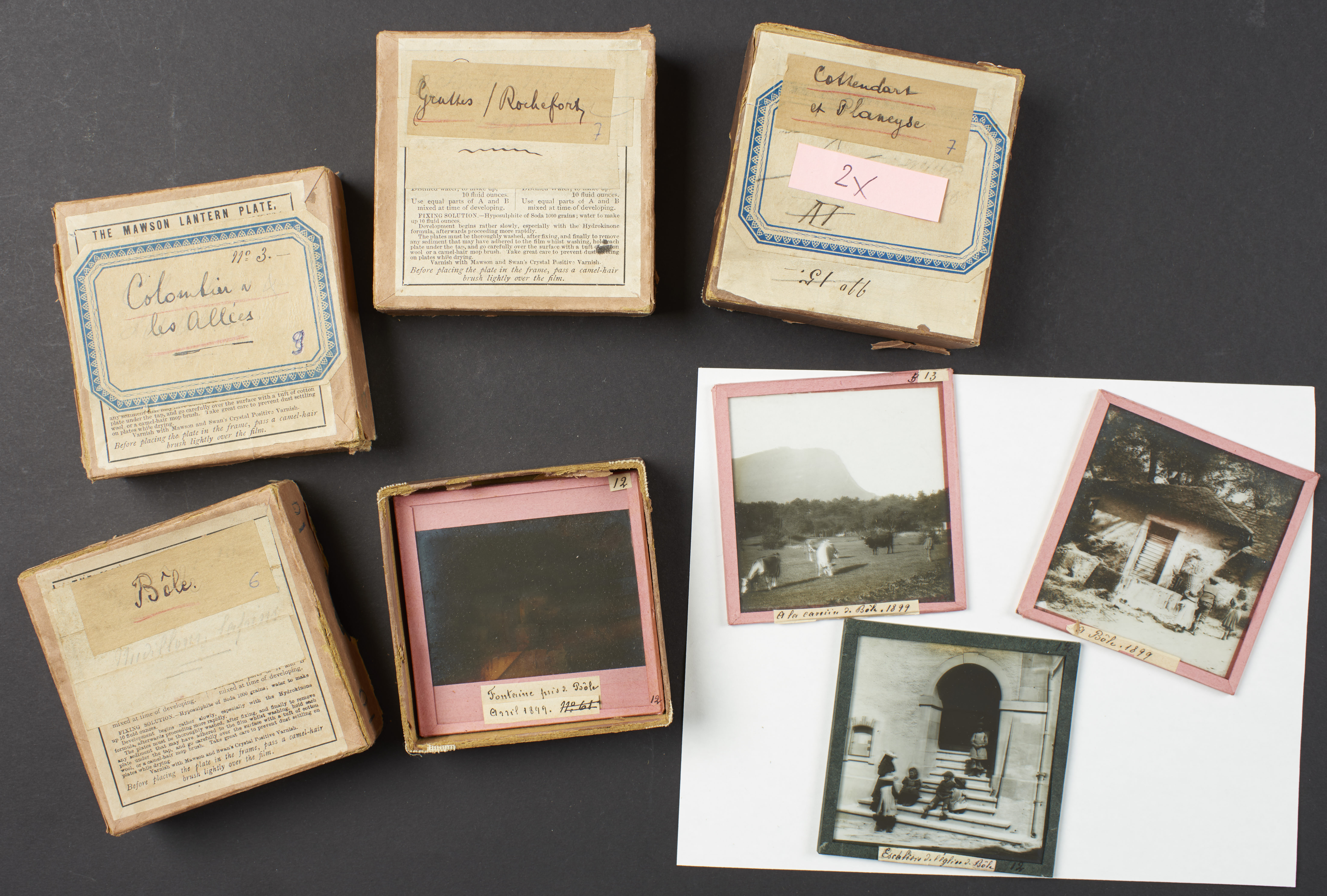
بایگانی بشقاب های شیشه ای SIAR-852 2020توضیحات: چاپ عکس روی بشقاب های شیشه ای

صفحه‌های عکس (امولوسیون عکاسی) قبل از فیلم عکاسی به عنوان یک وسیله ضبط در عکاسی کاربرد داشتند و تا اواخر قرن بیستم هنوز در بعضی از جوامع مورد استفاده قرار می‌گرفتند. در ساخت این فیلم‌های عکاسی از صفحات شیشه ای که معمولاً باریک‌تر از شیشه پنجره معمولی هستند استفاده می‌شود که به وسیله نمک نقره روکش می‌شود. ساختار این صفحه‌ها به گونه ای بود که نسبت به بعضی اشعه‌ها با طول موج خاص مانند پرتو ایکس حساس بود از این جهت از آنها به عنوان آشکارسازی ذرات یا رهگیری مسیر پرتوها مورد استفاده قرار می‌گرفت.

## تاریخچه
صفحه‌های شیشه ای برای تصویربرداری با کیفیت نسبت به فیلم بسیار برتر بود زیرا بسیار پایدار بوده و احتمال خم شدن آنها بسیار کمتر است، به خصوص در فریم‌های با فرمت بزرگ و برای تصویربرداری در سطح وسیع. صفحه‌های اولیه از فرایند کالدونی مرطوب استفاده می‌کردند. فرایند صفحه مرطوب در اواخر قرن ۱۹ توسط صفحه‌های خشک ژلاتین جایگزین شد. مواد عکاسی مورد استفاده در صفحه‌های شیشه ای در اوایل قرن بیستم تا حد زیادی از بازار مصرف محو شد، زیرا فیلم‌های راحت تر با شکنندگی کمتر به‌طور فزاینده ای پذیرفته شدند. با این وجود، تا سالهای ۱۹۷۰، صفحه‌های عکاسی هنوز توسط یکی از مشاغل عکاسی در لندن مورد استفاده قرار می‌گرفت. در حال حاضر نیز در کارگاه‌های آموزشی با محوریت عکاسی از صفحه شیشه ای به عنوان یک وسیله کمک آموزشی، هنوز مورد استفاده است.

## کاربردهای علمی

### ستاره‌شناسی
بسیاری از کشف‌های نجومی مشهور با استفاده از صفحه‌های عکاسی صورت گرفته‌است، از جمله نخستین بررسی آسمان پالومار (POSS) در دهه ۵۰ می‌باشد همچنین پیگیری بررسی POSS-II دهه ۱۹۹۰ و بررسی اشمیت در انگلستان از موارد دیگر استفاده این فیلم‌های عکاسی در نجوم می‌باشد. تعدادی از رصدخانه‌ها، از جمله کالج هاروارد و سونبرگ، بایگانی‌های بزرگی از صفحه‌های عکاسی را حفظ می‌کنند، که در درجه اول برای تحقیقات تاریخی در مورد ستاره‌های متغیر مورد استفاده قرار می‌گیرند.
بسیاری از اشیاء منظومه شمسی با استفاده از صفحه‌های عکاسی کشف شدند. کشف سیاره‌های جزئی با استفاده از صفحه‌های عکاسی توسط مکس ولف با آغاز کشف ۳۲۳ بروسیا در سال ۱۸۹۱ آغاز شد. اولین ماهواره طبیعی که با استفاده از صفحات عکاسی کشف شد، Phoebe در سال ۱۸۹۸ بود. پلوتو با استفاده از صفحات عکاسی کشف شد. قمر آن (چارون) ۴۸ سال بعد در سال ۱۹۷۸ توسط جیمز دبلیو کریستی، اخترشناس نیروی دریایی ایالات متحده کشف شد و با بررسی دقیق برآمدگی تصویر پلوتون در صفحه عکاسی این موضوع شفاف تر گردید.
صفحات شیشه ای، بجای فیلم، به‌طور کلی در نجوم مورد استفاده قرار می‌گرفتند زیرا در روند توسعه یا تحت تأثیر تغییرات محیطی کوچک نمی‌شوند. چندین کاربرد مهم اختر فتوگرافی، از جمله طیف‌سنجی نجومی و اخترشناسی، استفاده از صفحه‌ها را ادامه داد تا اینکه تصویربرداری دیجیتالی تا جایی که می‌توانست نتایج عکاسی را بهبود بخشید.

### فیزیک
صفحه‌های عکاسی همچنین یک ابزار مهم در فیزیک است زیرا در اثر اشعه یونیزه سیاه می‌شوند. به عنوان مثال، در دهه ۱۹۱۰، ویکتور فرانتس هس تابش کیهانی را کشف کرد زیرا این تابش‌ها اثری در پشت صفحه‌های عکاسی به جا می‌گذاشت، که وی برای این منظور این صفحه‌ها را در کوه‌های مرتفع رها می‌کرد یا با استفاده از بادکنک‌ها به جو بالاتر ارسال می‌کرد.

### الکترو میکروسکوپی
صفحه‌های شیشه ای در ابتدا برای تصویربرداری با میکروسکوپ‌های الکترونی مورد استفاده قرار می‌گرفت. از دهه ۱۹۷۰ میلادی امولسیون‌های دانه ریز با کنتراست بالا روی فیلم‌های پلاستیکی ضخیم‌تر تولید شده توسط Kodak , Ilford و DuPont جایگزین صفحه‌های شیشه ای شدند. بعده‌ها این فیلم‌ها تا حد زیادی توسط فناوری‌های تصویربرداری دیجیتالی جایگزین شده‌اند.
پزشکی
حساسیت انواع خاصی از صفحات عکاسی در برابر اشعه یونیزه کننده (معمولاً اشعه ایکس) در تصویربرداری پزشکی بسیار حائز اهمیت است. اگرچه آنها عمدتاً با آشکارسازهای رایانه ای و سایر انواع آشکارسازهای اشعه ایکس جایگزین شده‌اند.

## رو به زوال رفتن
اولین فیلمهای انعطاف‌پذیر اواخر دهه ۱۸۸۰ برای استفاده آماتور در دوربین‌های با فرمت متوسط فروخته شد. این پلاستیک از کیفیت نوری بسیار بالایی برخوردار نبود ولی انعطاف‌پذیر بود.
استفاده مداوم از صفحات در برنامه‌های نجومی و سایر کاربردهای علمی در اوایل دهه ۱۹۸۰ شروع به کاهش کرد، زیرا به تدریج توسط دستگاه‌های همراه با شارژ (CCDs) جایگزین شدند، که ثبات ابعادی برجسته ای را ایجاد می‌کنند. دوربین‌های CCD نسبت به صفحات شیشه ای از چندین مزیت برخوردارند، از جمله کارایی بالا، واکنش نور خطی، و کسب و پردازش ساده تصویر.
با این حال، حتی بزرگترین قالب‌های CCD هنوز منطقه تشخیص و وضوح اکثر صفحه‌های عکاسی را ندارند، این امر باعث شده تا دوربین‌های نظرسنجی مدرن برای به دست آوردن پوشش مشابه از آرایه‌های بزرگ CCD استفاده کنند.
ساخت صفحه‌های عکاسی توسط Kodak , Agfa و سایر سازندگان سنتی که به‌طور گسترده‌ای شناخته شده‌اند، قطع شده‌است. منابع اروپای شرقی متعاقباً به حداقل تقاضای باقیمانده پرداخته‌اند، که تقریباً همه این موارد برای استفاده در هولوگرافی است، که در واقع نیاز به یک رسانه ضبط با مساحت بزرگ و سطح وضوح زیر میکروسکوپی دارد که در حال حاضر سنسورهای تصویر الکترونیکی موجود در دسترس نیست.

## حفظ
چندین مؤسسه برای حفظ صفحه‌های عکاسی و جلوگیری از از بین رفتن اطلاعات ارزشمند تاریخی آنها بایگانی ایجاد کرده‌اند. امولسیون روی صفحه می‌تواند از بین برود. علاوه بر این، محیط صفحه شیشه ای شکننده و مستعد ترک خوردن است.

## بایگانی‌های تاریخی
کتابخانه کنگره ایالات متحده مجموعه بزرگی از صفحه‌های عکاسی را در خود جای داده‌است که از سال ۱۸۵۵ تا ۱۹۰۰ قدمت دارد. بیش از ۷۵۰۰ از آنها از دوره ۱۸۶۱ تا ۱۸۶۵ دیجیتالی شده‌اند. موزه جورج ایستمن مجموعه گسترده‌ای از صفحه‌های عکاسی را در خود جای داده‌است.

## بایگانی‌های علمی
حفظ صفحه‌های عکاسی یک نیاز ویژه در نجوم است، جایی که تغییرات اغلب به آرامی اتفاق می‌افتد و صفحات نشانگر سوابق غیرقابل تعویض از آسمان و اشیاء نجومی است که بیش از ۱۰۰ سال به طول می‌انجامد. روش دیجیتالی شدن صفحات نجومی دسترسی آزاد و آسان به آن داده‌های منحصر به فرد نجومی را امکان‌پذیر می‌کند و یکی از محبوب‌ترین رویکردها برای حفظ آنها است. این رویکرد در رصدخانه نجوم Baldone مورد استفاده قرار گرفت که در آن حدود ۲۲۰۰۰ صفحه شیشه و فیلم از تلسکوپ اشمیت اسکن و فهرست شدند. نمونه دیگر از بایگانی صفحه‌های نجومی، بایگانی اطلاعات عکاسی نجومی (APDA) در انستیتوی تحقیقات نجومی پسگا (PARI) است. APDA در پاسخ به توصیه‌های گروهی از دانشمندان بین‌المللی که در سال ۲۰۰۷ گرد هم آمده بودند برای بحث در مورد چگونگی حفظ بهتر صفحه‌های نجومی ایجاد شد. بحث‌ها نشان داد که برخی از رصدخانه‌ها دیگر نمی‌توانند مجموعه‌های صفحه خود را حفظ کنند و به بایگانی آنها نیاز به مکانی دارند. APDA اکنون مجموعه ای از بیش از ۲۰۰٬۰۰۰ تصویر عکاسی از بیش از ۴۰ رصدخانه که در یک ساختمان امن با کنترل محیط زیست قرار گرفته‌است، دارد. این مرکز دارای چندین اسکنر صفحه ای از جمله دو نمونه با دقت بالا یعنی GAMMA I و GAMMA II است که برای ناسا و انستیتوی علوم تلسکوپ فضایی (STScI) ساخته شده و تحت رهبری دکتر باری لاسکر ساخته شده‌است. سیستم ذخیره‌سازی شبکه ای APDA می‌تواند بیش از ۱۰۰ ترابایت داده را ذخیره و تجزیه و تحلیل کند.